# Virtasaari (ö i Norra Savolax, Nordöstra Savolax, lat 63,12, long 28,33)
Virtasaari är en ö i Finland. Den ligger i sjön Vuotjärvi och i kommunen Kuopio (tidigare Juankoski) i den ekonomiska regionen  Nordöstra Savolax ekonomiska region  och landskapet Norra Savolax, i den centrala delen av landet, 400 km nordost om huvudstaden Helsingfors. Öns area är 40,8 hektar och dess största längd är 1,3 kilometer i öst-västlig riktning.